# Intertoto Cup 1969
De Intertoto Cup was sinds 1967 een mogelijkheid voor ploegen om in de zomer te kunnen blijven voetballen. Deze editie van 1969 werd zoals gebruikelijk gehouden tijdens deze zomerstop. Er werden alleen groepswedstrijden georganiseerd, omdat het onhaalbaar bleek om nog knock-outronden te spelen na de zomerstop. Clubs hadden daarvoor een te druk programma en de UEFA had bepaald dat ploegen die al aan UEFA-toernooien zoals de twee edities van de Europa Cup meededen, niet mochten deelnemen aan andere toernooien.
Aan deze editie van het toernooi deden 36 ploegen mee, veertien minder dan vorig jaar. Er waren negen groepen van vier teams. Elk team speelde zes wedstrijden. Er deden vijf ploegen mee uit Oostenrijk, Zweden en Zwitserland, vier uit Denemarken, Polen en Tsjecho-Slowakije, drie uit Nederland en West-Duitsland, twee uit België en één uit Frankrijk.
Het Tsjecho-Slowaakse Jednota Trenčin uit groep zes haalde de meeste punten: elf.

## De eindstanden

### Groep 1
| plaats | Club                | Doelpunten | Punten |
| ------ | ------------------- | ---------- | ------ |
| 1.     | Malmö FF            | 15 : 8     | 9      |
| 2.     | FC Kaiserslautern   | 9 : 8      | 6      |
| 3.     | Olympique Marseille | 3 : 9      | 5      |
| 4.     | Servette Genève     | 7 : 9      | 4      |

### Groep 2
| plaats | Club             | Doelpunten | Punten |
| ------ | ---------------- | ---------- | ------ |
| 1.     | Szombierki Bytom | 17 : 6     | 8      |
| 2.     | Östers IF        | 11 : 8     | 8      |
| 3.     | Go Ahead         | 10 : 8     | 5      |
| 4.     | FC Lugano        | 3 : 19     | 3      |

### Groep 3
| plaats | Club               | Doelpunten | Punten |
| ------ | ------------------ | ---------- | ------ |
| 1.     | SpVgg Fürth        | 7 : 5      | 7      |
| 2.     | Zagłębie Sosnowiec | 8 : 6      | 7      |
| 3.     | Wiener Sport-Club  | 14 : 11    | 5      |
| 4.     | Djurgårdens IF     | 9 : 16     | 5      |

### Groep 4
| plaats | Club           | Doelpunten | Punten |
| ------ | -------------- | ---------- | ------ |
| 1.     | Jednota Žilina | 12 : 7     | 9      |
| 2.     | Örebro SK      | 9 : 7      | 6      |
| 3.     | N.E.C.         | 8 : 7      | 6      |
| 4.     | AC Bellinzona  | 6 : 14     | 3      |

### Groep 5
| plaats | Club           | Doelpunten | Punten |
| ------ | -------------- | ---------- | ------ |
| 1.     | IFK Norrköping | 11 : 8     | 7      |
| 2.     | Rapid Wien     | 13 : 7     | 6      |
| 3.     | Hannover 96    | 7 : 8      | 6      |
| 4.     | Young Boys     | 8 : 16     | 5      |

### Groep 6
| plaats | Club                 | Doelpunten | Punten |
| ------ | -------------------- | ---------- | ------ |
| 1.     | Jednota Trenčin      | 16 : 3     | 11     |
| 2.     | Austria Wien         | 10 : 10    | 5      |
| 3.     | 1.FC Saarbrücken     | 7 : 11     | 5      |
| 4.     | Kjøbenhavns Boldklub | 11 : 20    | 3      |

### Groep 7
| plaats | Club            | Doelpunten | Punten |
| ------ | --------------- | ---------- | ------ |
| 1.     | BK Frem         | 12 : 7     | 9      |
| 2.     | GVAV Groningen  | 6 : 7      | 6      |
| 3.     | Dukla Pardubice | 7 : 10     | 5      |
| 4.     | Linzer ASK      | 6 : 7      | 4      |

### Groep 8
| plaats | Club         | Doelpunten | Punten |
| ------ | ------------ | ---------- | ------ |
| 1.     | Wisła Kraków | 10 : 7     | 9      |
| 2.     | VSS Košice   | 14 : 8     | 8      |
| 3.     | Lierse SK    | 11 : 6     | 7      |
| 4.     | Esbjerg fB   | 2 : 16     | 0      |

### Groep 9
| plaats | Club                 | Doelpunten | Punten |
| ------ | -------------------- | ---------- | ------ |
| 1.     | Odra Opole           | 11 : 4     | 9      |
| 2.     | KSK Beveren          | 8 : 6      | 6      |
| 3.     | FC La Chaux-de-Fonds | 9 : 13     | 6      |
| 4.     | B 1913 Odense        | 4 : 9      | 3      |